# Инчу-чуна
Инчу-чуна е индиански вожд на апачите в романите на германския писател Карл Май.
Той е баща на Винету. Освен син, има и дъщеря, която се казва Ншо-чи (Красива зора).
Инчу-чуна е убит заедно с дъщеря си от каубоя Сантър, който след дълго издирване от страна на Винету и Олд Шетърхенд е заловен и убит.